# Parco nazionale di Shenandoah
Il parco nazionale di Shenandoah (in inglese: Shenandoah National Park) è un parco nazionale situato in Virginia, negli Stati Uniti d'America.